# Ceraticelus savannus
Ceraticelus savannus là một loài nhện trong họ Linyphiidae.
Loài này thuộc chi Ceraticelus. Ceraticelus savannus được Ralph Vary Chamberlin & Wilton Ivie miêu tả năm 1944.